# Saulcy-sur-Meurthe
Saulcy-sur-Meurthe é uma comuna francesa na região administrativa de Grande Leste, no departamento de Vosges. Estende-se por uma área de 16,37 km². Em 2010 a comuna tinha 2 382 habitantes (densidade: 145,5 hab./km²).